# Carex glabrescens
Carex glabrescens är en halvgräsart som först beskrevs av Georg Kükenthal, och fick sitt nu gällande namn av Jisaburo Ohwi. Carex glabrescens ingår i släktet starrar, och familjen halvgräs. Inga underarter finns listade i Catalogue of Life.